# Полевицкая, Елена Александровна
 Еле́на Алекса́ндровна Полеви́цкая (3 июня (15 июня) 1881, Ташкент — 4 ноября 1973, Москва) — русская и советская актриса театра и кино, театральный педагог.

## Биография

### Годы учения
Родилась в Ташкенте в семье управляющего Ташкентской конторой Государственного банка Александра Павловича Полевицкого. В 1888 году семья Полевицких переехала  в Петербург. В 1893 была принята в Александровский институт в Петербурге, основанный в 1765 году по указу Екатерины II для девушек «мещанского происхождения», в отличие от расположенного рядом Смольного института благородных девиц, в который принимались девушки из дворянских семей. Учебная программа включала общеобразовательные предметы, французский и немецкий языки, занятия пением, танцами, живописью, посещение театров. По завершении 5 лет учёбы в институте её оставили на двухгодичные педагогические курсы, которые она окончила в мае 1900 года с большой серебряной медалью и дипломом, дающим право работать преподавателем и воспитателем. Брала уроки пения у З. П. Ивановой-Иваницкой.

Е. А. Полевицкая. Портрет работы Б. М. Кустодиева. 1905 г.

В 1901 году по настоянию отца, в юности получившего художественное образование, поступила в Художественное училище А. Л. Штиглица.  К этому периоду  относится знакомство Полевицкой с молодым  художником Борисом  Кустодиевым, будущая жена которого, Юлия Прошинская, училась вместе с ней. В 1905 году, когда Кустодиев получил мастерскую в Академии художеств, он  нарисовал   портрет Полевицкой, ныне хранящийся в  Национальном музее русского искусства Киева.  Обучение в училище шло успешно, она даже получила высшую премию за работы акварелью, а многие её рисунки были приобретены для музея училища. Тем не менее, после четырёхлетнего пребывания в нём была отчислена в июне 1905 года с мотивировкой «за малоуспешность», а фактически за участие в студенческом движении, связанном с событиями 1905 года. Преподавала рисование в младших классах Александровской женской гимназии. В декабре 1905 года уволена без права заниматься педагогической деятельностью по представлению директора гимназии за участие в политической забастовке. В 1906 зачислена на Курсы музыкально-драматического искусства Е. П. Рапгофа, занималась под руководством знаменитого актёра и режиссёра Александринского театра Андрея Петровского.

### Начало профессиональной карьеры
Учёба на курсах Рапгофа закончилась досрочно — смерть отца в январе 1908 года вынуждала зарабатывать на жизнь самостоятельно. В марте 1908 года вместе с аттестатом Полевицкая получила назначение в театр Пскова, затем играла в Александровском театре в Гельсингфорсе, в театрах Павловска и Казани, в 1909–1910 в Петербурге, в Ново-Драматическом театре на Офицерской под руководством А. А. Санина. Преподавала в Школе сценического искусства А. П. Петровского на Почтамтской.
В октябре 1910 года вышла замуж за успешного адвоката, театрального мецената, пробовшего  себя и в качестве режиссёра театральных постановок Ивана Фёдоровича Шмита.
Их совместная личная и творческая жизнь продолжалась до смерти Шмита в 1939 году.

### В труппе Синельникова
Весной 1910 года в Петербурге произошла знаменательная для Полевицкой встреча с известным провинциальным режиссёром и антрепренёром Николаем Синельниковым, набирающим актёров для театра в Харькове. С 1910 по 1918 год (с перерывами на недолгие выступления в других театрах) она служит в труппе Синельникова в Харькове и Киеве. Приобрела известность созданием женских образов русской и мировой классики:  Катерина («Гроза») и Лариса («Бесприданница» А. Н. Островского),  Лиза Калитина («Дворянское гнездо» по И. С. Тургеневу), Лиза («Живой труп» Л. Н. Толстого), Софья («Горе от ума» А. С. Грибоедова), Маша («Три сестры» А. П .Чехова), Маша («Чайка» А. П. Чехова), Олимпиада в «Савве» Л. Андреева, Мария Стюарт («Мария Стюарт» Фр. Шиллера), Порция («Венецианский купец») и Катарина («Укрощение строптивой» У. Шекспира),  Настасья Филипповна («Идиот» по Ф. М. Достоевскому), Гедда в «Гедде Габлер» Г. Ибсена, Ракел в «Свыше наших сил» Б. Бьёрнсона и многих других.
 «Театральная энциклопедия» пишет:

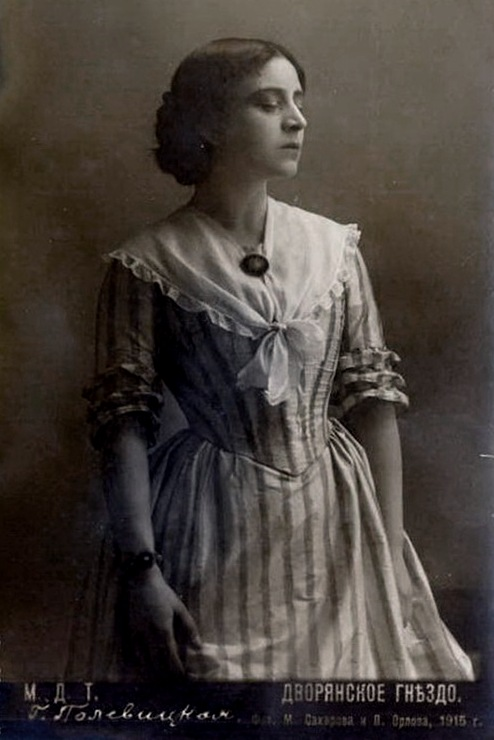
Елена Полевицкая в роли Лизы Калитиной («Дворянское гнездо» по И.С.Тургеневу в Московском драматическом театре. 1915 г.)

«В искусстве Полевицкой, пользовавшейся большой популярностью у зрителя, эмоциональность, непосредственность сочетались с одухотворенной интеллектуальностью, психологической тонкостью, отточенностью формы, мастерством перевоплощения (преображалась в каждой роли до неузнаваемости). Лейтмотив образов актрисы — тема чистоты женской души».
Синельников отмечал в её игре «отсутствие штампа, по-новому звучавшие слова, фразы, сцены, богатейшую мимику, благородство движений, прекрасный голос, необыкновенную восприимчивость».  В 1914—1916 Полевицкая гастролировала в Московском драматическом театре  Суходольских. Играла Лизу в «Дворянском гнезде», Тугину в «Последней жертве», Мари Шарден в «Мечте любви» А. И. Косоротова, Веру Мирцеву в одноимённой пьесе Л. Н. Урванцева, Консуэллу («Тот, кто получает пощёчины») и Жанну («Король, закон и свобода») Л. Андреева. Выступления сопровождались многочисленными отзывами в печати. Из «Воспоминаний» П. А. Маркова:
«С первых же дней московскую молодежь покорила Елена Александровна Полевицкая. <...> Она играла на сцене не мнимую, а подлинную правду, которую она обнаруживала и полностью выражала не только в Лизе из «Дворянского гнезда» или Тугиной в «Последней жертве», не только в прелестно сыгранной Консуэлле в андреевском «Тот, кто получает пощечины», но и Мари Шарден и Вере Мирцевой. Поэтому она так и поражала, удивляла, увлекала. Ее движения были всегда гармоничны, роли отделаны до мелочей, фраза закончена и точна, и какое-то особое благородство, целомудрие заставляло относиться к ее образам почтительно, восхищенно». 
Весной 1919 года Синельников получил от А. В. Луначарского  приглашение занять место директора и художественного руководителя Александринского театра и привезти с собой ряд актёров по своему выбору. Осенью того же года Синельников и с ним  ведущие актёры труппы Полевицкая, Шатрова, Радин, Тарханов и другие  должны были выехать на работу в Петроград, однако в июле Харьков был занят частями Добровольческой армии генерала А. И. Деникина и путь в центр был отрезан боевыми действиями. Вместе с другими актёрами труппы Синельникова Полевицкая выступала  в театрах Одессы, Симферополя, Ялты, Севастополя (труппа М. П. Ливского).

### За рубежом
20 мая 1920 года Полевицкая и Шмит с Русским ансамблем Ю.И.Юровского отплыли на гастроли в Болгарию. Выступления проходили с большим успехом, царь Борис III наградил Полевицкую орденом «Дамский крест III степени». Позже Полевицкая в составе ансамбля Юровского выступала на сцене Немецкого театра М. Рейнхардта в Берлине, гастролировала в Латвии, Чехословакии. Особым успехом пользовалось исполнение ею роли Лизы Калитиной в «Дворянском гнезде». Поэт Саша Чёрный в стихотворении, посвящённом Полевицкой, писал:
«Благословен Ваш нежный образ Лизы!
Ее души волнующие ризы
Коснулись нас в час ночи грозовой
Надеждою нетленной и живой.»

В 1927 году на сцене венского «Йозефштадттеатра» М. Рейнхардта состоялось первое выступление Полевицкой на немецком языке, которым владела свободно, в роли Маргариты Готье («Дама с камелиями» А. Дюма). В дальнейшем выступала на русском и немецком языках в Болгарии, Румынии, Чехословакии, Латвии, Австрии, Югославии. В 1928 преподавала в венской Школе актёрского мастерства и режиссуры («Актерский и режиссерский семинар» М. Рейнхардта). Снялась фильме «Чёрная пантера» (Берлин, 1921). Вот как описывал этот фильм И.Я. Билибин в письме от 21 мая 1922 года Людмиле Чириковой: 
"Вся игра основана на неестественной и напряженной до последнего градуса истеричности. Художник (я бы повесил этого актера на первом дереве!) все время смотрит сумасшедшими глазами, то крадется, как тигр, то как-то дико каменеет. Работает с деланным "надрывом". Есть там и страшная красавица, футуристическая эстетка, сталкивающая художника с пути его семейной жизни, и, наконец, жена художника, эта самая актриса Полевицкая, верх истерики и невыносимого мелодраматизма, который Юрицын рекомендовал чуть ли не как гениальную "русскую" игру." 
В 1935 году в Берлине Полевицкая исполняла на немецком языке роль Анны Карениной.
Когда в связи с якобы «неарийским» происхождением Шмит, работавший режиссёром в  берлинском театре М. Рейнхардта, был уволен, супруги перебрались в Прибалтику. Сезон 1937 – 1938 годов Полевицкая работала в Таллине. В сентябре 1939 года во время пребывания в Риге Шмит получил тяжёлую травму и вскоре скончался. Полевицкая, имевшая германский паспорт,  в декабре 1939 года была репатриирована немецкими властями в Германию и отправлена в лагерь для перемещённых лиц в Деппе на побережье Северного моря.

Через полгода была освобождена благодаря вмешательству влиятельных друзей, в частности, известного немецкого актёра и режиссёра Г. Грюндгенса, и смогла вернуться к работе в театре. В октябре 1940 года сыграла Гурмыжскую («Лес» Н. А. Островского) на сцене Государственного театра в Берлине. Спектакль шёл недолго — после нападения Германии на Советский Союз он был снят с репертуара, а Полевицкая уволена без права работы на сцене. Не остались незамеченными властями и её неоднократные посещения советского посольства. В результате она смогла  устроиться лишь на киностудию «UFA» для участия в эпизодических ролях. С 1943 года жила и работала в Вене, преподавала в Высшей школе сценического искусства при Академии искусств, одновременно играла в венском Бургтеатре, театре «Скала», «Народном театре». После окончания войны Полевицкая неоднократно обращалась за разрешением вернуться на родину, но безрезультатно, несмотря на то, что её просьбы поддерживали ведущие театральные деятели:  В. И. Качалов, А. А. Яблочкина, В. И. Рыжова, Н. И. Рыжов.  Из письма В. И. Качалова в Верховный Совет СССР в мае 1946 года: 
«Елену Александровну Полевицкую знаю как актрису много лет и всегда был её горячим поклонником. <…> Интересный замысел, тонкий психологический рисунок роли, отточенная форма – вот что меня было особенно ценно в артистической личности Е. А. Полевицкой. И благодаря наличию этих артистических качеств для меня совершенно несомненно, что Е. А. Полевицкая могла бы стать интереснейшей и ценнейшей работницей в любом театре нашего Союза как характерная актриса и педагог».
С 1945 года преподавала актёрское мастерство в театральной школе при Бургтеатре. Затем преподавала в Государственной академии музыки и искусства сцены в Вене, давала уроки на семинаре М. Рейнхардта в Шенбрунне, работала на венском радиовещании. Вернулась к сценической деятельности — играла на немецком языке в пьесах Островского, Горького, Л. Толстого, Грибоедова и других: в 1946 году — «Лес» и «Горе от ума» в Бургтеатре, в 1947 — «На всякого мудреца довольно простоты», в 1948 сыграла Констанс в «Безумной из Шайо» Ж. Жироду, в 1954 — Антоновну в «Детях солнца» и в 1955 — Каренину в «Живом трупе» в  театре «Скала».
Снялась в фильме «Господин Пунтила и его слуга Матти» (реж. Альберто Каванкальди, «Венфильм», 1955) в роли Фрау Клинкман.

### Возвращение
В 1955 году после неоднократных обращений Полевицкая получила разрешение вернуться в Советский Союз. Газета «Der Abend» в статье «Елена Полевицкая возвращается домой» писала:«Великая актриса, известная во всех городах мира, Елена Полевицкая всегда оставалась связанной с русским театральным искусством». Была зачислена в труппу Театра им. Е. Вахтангова, но к актёрской деятельности не приступила. Выступала на творческих вечерах в Москве, Ленинграде, Киеве, Харькове. В 1958 году на вечере в Театре имени Е. Вахтангова Полевицкая исполнила роль Тересы в одноактной пьесе Б. Брехта «Винтовка Тересы Каррари» и А. Д. Карениной в отрывке из «Живого трупа».Читала в концертах и на радио русскую и советскую прозу и поэзию, с 1961 года преподавала в театральном училище им. Б. Щукина, где одной из её учениц была Людмила Чурсина. Снималась в кино: Барыня в «Муму» (реж. А. Бобровский и Е. Тетерин, 1959), Пелагея Ивановна в «Бессонной ночи» (реж. И. Анненский, 1960), Графиня в «Пиковой даме» (реж. Р. Тихомиров, 1960).

В роли Графини («Пиковая дама», 1960г.)

«Графиню в фильме пела   С. П. Преображенская, на экране зритель видел Полевицкую. <...>. Это потребовало от неё необычайной выразительности — в мимике, жесте, каждом движении. Знатная аристократка, графиня Полевицкой, даже превратившись в зловещий прах  и тлен, не потеряла гордой осанки, надменности, привычного ощущения власти над людьми и умения владеть собой. Перед Германом — О. Стриженовым оказывается не дряхлая развалина, а достойная соперница в борьбе за всемогущие «три карты». Ему потребуется немало усилий, чтобы преодолеть этот гипнотический взгляд — мудрый и невидящий, в котором — и отблеск блестящего прошлого и угасание настоящего. Он страшится его, он готов отступить, он не верит в возможность физической смерти старухи.».
Последний год жизни  Полевицкая провела в московском Доме ветеранов сцены имени А. А. Яблочкиной, где и скончалась  4 ноября 1973 года. Похоронена в Москве на Введенском кладбище (9 уч.).

## Комментарии
1. ↑  Иванова-Иваницкая Зоя Павловна (1862—1915) — камерная певица, преподавала на музыкальных курсах И. А. Гляссера.
2. ↑  И. Ф. Шмит учился в киевской гимназии вместе с А. П. Петровским,  также увлекался театром, но образование получил на юридическом факультете Московского университета. В Москве и затем в Петербурге сделал состояние адвокатской практикой. Постепенно перешёл к театральной и режиссёрской деятельности, организатор благотворительных спектаклей с участием солистов Мариинского театра. Познакомился с Полевицкой в период её учёбы в школе Рапгофа, где преподавал профессиональное мастерство[2].